# Равлик Іван Романович
Іван Романович Равлик (псевдо: «Марчак»; 15 червня 1909, с. Коровиця Стара, Любачівський повіт, тепер Польща — 1(25).9.1942, м. Львів) — член Революційного Проводу ОУН, заступник референта СБ ОУН, пластун.

## Життєпис
Народився 15 червня 1909 року в селі Коровиця Стара, Любачівського повіту, тепер на території Польщі. Навчався в Перемиській гімназії.
У гімназії став членом 6 куреня ім. полковника І. Богуна. Член курінної команди (курінний писар), засновник і провідник вакаційного пластового гуртка «Фата Морґана» (Любачів); згодом член 10 старшопластунського куреня «Чорноморці». Відзначений III пластовим відзначенням Верховної Пластової Команди за корисну і успішну пластову працю.
Активний член ОУН, неодноразово заарештовувався польською поліцією. В часі процесу Лемика у Львові організував велику демонстрацію, в якій був поранений.
Навчався у Львівському університеті, який через підпільну діяльність не закінчив. За спеціальністю інженер. 13 жовтня 1932 року разом з 16 іншими студентами заарештований польською поліцією під час проведення повторної ревізії в Академічному домі у Львові.

Іван Равлик

У 1934 році мешкав разом зі Степаном Бандерою Академічного дому (вулиця Супінського, 21) у кімнаті № 56.
Засуджений на Львівському процесі 1936 до 5 років ув'язнення, однак на підставі амністії вирок зменшено до 2,5 років. Вийшов на волю 9 серпня 1937.
У червні 1938 року зв'язковий ОУН до «Михайла Терена», головного організатору плану з організації утечі Степана Бандери з польської в'язниці «Вронки».
20 березня 1939 року брав участь у Конгресі українського студентства у Львові, який відбувся у будинку Національного музею. Після закінчення Конгресу разом з іншими учасниками був заарештований польською поліцією та перебував під слідством до вересня 1939 року.
Після анексії західноукраїнських земель Радянським Союзом перейшов на територію Генеральної губернії, де пройшов вишкіл у Старшинській школі ім. полковника Коновальця у Кракові, після чого проводив у ній лекційні курси зі структури й завдань спецслужб у контексті досвіду світових держав. За інформацією, яка наводиться у протоколі допиту Володимира Саляка, навчався у Закопанській розвідувальній школі.
За інформацією, яка наводиться у протоколі допиту Григорія Пришляка, у 1940 році Равлик займав посаду керівника референтури СБ Крайового проводу ОУН.
За спогадами Юрія Шухевича у 1940 році Равлик з дружиною мешкали у Кракові у кімнаті будинку № 22 по вулиці Зеленій, де також мешкали сам Шухевич з батьком, Ярослав Стецько та Степан Ленкавський.
Після розколу ОУН став членом Революційного проводу ОУН, обіймав посаду заступника керівника Служби Безпеки ОУН Миколи Арсенича та керівника відділу контррозвідки Краківського військового штабу ОУН(б).
За інформацією, що наводиться у протоколі допиту слідчим НКВД одного з діячів мельниківського крила ОУН Олександра Куца, керівництвом ОУН(м) було надано доручення Теодорові Яцурі, Ярославу Гайвасу та Олександру Куцу здійснити фізичну ліквідацію Івана Равлика у Перемишлі або Ярославі, що, утім, не було здійснено. Крім того, бойовиками ОУН(м) планувався напад на квартиру Равлика, від якого довелося відмовитися за браком сил.
За спогадами Люби Возняк (Лемик), Іван Равлик, ймовірно, був свідком на вінчанні Степана Бандери з його дружиною Ярославою Опарівською.
У лютому 1941 року брав участь у одній з неофіційних зустрічей керівництва ОУН(б) з представниками німецької влади Генеральної губернії.
Був одним з організаторів Українського національного комітету у Кракові 1941 року.
14 червня 1941 року разом з іншими українськими діячами підписав Відозву українських політичних і громадських діячів із закликом до об'єднання всіх патріотичних сил для відновлення української держави.

## Участь у створенні Української народної міліції у 1941 році
Після вибуху німецько-радянської війни у червні 1941 року Іван Равлик у складі похідної групи ОУН (б) на чолі з Ярославом Стецьком та Василем Куком переходить лінію кордону і 30 червня 1941 року опиняється у Львові.
Безпосередній учасник подій Ярослав Стецько у своїй книзі «30 червня 1941. Проголошення відновлення державності України» згадує Івана Равлика як одного з ключових організаторів Української народної міліції улітку 1941 року. Він пише, зокрема:
|  | Маючи докладні інструкції подібно до будівництва державного життя в інших його ділянках, теж на відтинку творення державної поліції, зразу ж її організовано планово і з вервою: Іван Равлик взявся за це діло ще 30 червня 1941 р., щоб забезпечити проголошення відновлення державності в «Просвіті» і зорганізувати місцеві станиці міліції. Іван Равлик перебрав водночас організування міліції на увесь Край, а згодом мав призначити коменданта міліції м. Львова. |

В іншому місці Стецько зазначає, що Іван Равлик «був президентом поліції, заки перебрав цей пост Євген Врецьона».
Важливу роль Івана Равлика разом з Євгеном Врецьоною в організації української міліції у Львові улітку 1941 року відзначає й інший учасник подій Василь Кук. Дослідник Петро Мірчук вказував, що Равлик опікувався організацією української міліції не тільки у Львові, але й загалом у Західній Україні.
У німецькому донесенні про події в СРСР № 10 від 2 липня 1941 р. "Питання акції «чистки» у розділі І «Політичний огляд», говориться, що:
|  | Елементи групи Бандери організували під керівництвом Стецька та Равлика міліцію і покликали до життя магістратське бюро. |

Сучасні дослідники відзначають, що відповідні доручення щодо організації української міліції були видані Іванові Равлику Ярославом Стецьком по закінченню Національних зборів у будівлі «Просвіти» увечері 30 червня 1941 року.
Щоправда, конкретна роль Івана Равлика у створенні української міліції улітку 1941 року, а також його посада у цій структурі наразі залишаються не до кінця з'ясованими.
Зокрема, Григорій Пришляк згадував, що:
|  | У липні 1941 р., згідно надісланого розпорядження я виїхав у м. Львів, з'явився на вул. Руську, 20 до "Свободи" (О. Карачевського), він мене направив у розпорядження І. Равлика, який займав у той час посаду керівника СБ. За розпорядженням Равлика, я прийняв справи СБ, а коли Равлик був переведений на іншу роботу, то мене Лебідь призначив керівником СБ (Львівського) Крайового проводу. |

За твердженням дослідника Анатоля Бедрія:
|  | Поважну роботу виконало Міністерство Державної Безпеки під керівництвом Миколи Лебедя. По лінії цього міністерства та за дорученням Проводу ОУН Іван Равлик організував українську державну міліцію. За узгідненням із крайовим провідником ОУН на ЗУЗ Равлик зорганізував впродовж кількох тижнів сотні станиць української міліції. |

Таким чином, з наведених вище документів та спогадів убачається, що Равлик займався організацією Української народної міліції у Львові улітку 1941 р. або як заступник керівника СБ ОУН (б), одночасно виконуючи обов'язки її керівника на території України до прибуття Миколи Арсенича, або як керівник СБ Львівського крайового Проводу ОУН (б), обов'язки якого він виконував у липні 1941 року, доки не був переведений на іншу роботу.
Припущення про те, що Іван Равлик обіймав якісь посади безпосередньо в Українській народній міліції Львова улітку 1941 року, зокрема, посади «обласного» або «міського» команданта УНМ ґрунтується лише на непрямій згадці про це у спогадах Ярослава Стецька та, наразі, не має належних підтверджень у інших документальних джерелах.

## Інша діяльність у 1941 році
Як згадує Ярослав Стецько, Іван Равлик брав участь у коротких нарадах, на яких у перші дні існування УДП затверджувалися його рішення.
За інформацією, яка наводиться у протоколі допиту Григорія Пришляка, у липні 1941 року Равлик займав посаду керівника політичної референтури Крайового проводу ОУН(б).
Був учасником зустрічі провідників ОУН(б) (разом з Ярославом Стецьком, Романом Шухевичем та Миколою Лебедем) з представниками Абверу Гансом Кохом та Ернстом цу Айкерном у палатах митрополита Шептицького.
Після арешту Степана Бандери 7 (за іншими даними 8 або 10) липня 1941 року разом з Ярославом Стецьком, Миколою Лебедем, Ярославом Старухом, Іваном Климовим-«Легендою», Левом Ребетом, Василем Турковським та запрошеним як співробітником УДП Романом Ільницьким брав участь у нараді членів Проводу ОУН(б) у будинку готелю «Дністер» у Львові, на якій обговорювалася загальна ситуація та подальші дії ОУН(б) в умовах невизнання німецькою владою української державності.
У середині липня 1941 року разом з Ріко Ярим та групою членів ОУН(б) їздив до Варшави, на околицях якої у той час розташовувалися деякі органи штабу ОКВ Німеччини, зокрема, абверу, з метою з'ясування ставлення німецьких офіційних кіл до українського національно-визвольного руху та подальшій нараді членів ОУН (б) за результатами перемовин з німцями, після якої автомобілем повернувся до Львова. Під час перебування у Варшаві передав особистого листа від Ярослава Стецька президентові УНР Андрієві Лівицькому щодо підтримки діяльності УДП.
На зібранні Української Національної Ради 4 серпня 1941 року був запропонований Михайлом Кравцівим кандидатом до нового складу Ради, однак обраний не був.
Відмовився брати участь в арештах єврейських та польських діячів науки та культури..

## Арешт і загибель
Заарештований німецькою службою безпеки разом із родиною в 1941 році.
Згідно зі спогадами Остапа Тарнавського станом на 15 вересня 1941 року Равлик був ув'язнений у тюрмі на вулиці Лонцького.
Однак за спогадами Мирослава Прокопа Іван Равлик удень 15 вересня 1941 року брав участь у зборах керівників ОУН(б), ініційованих Миколою Лебедем на конспіративній квартирі на вулиці Пекарській у Львові.
Крім того, є дані про те, що наприкінці вересня — на початку жовтня 1941 року Іван Равлик як член Головного проводу та заступник референта СБ ОУН(б) брав участь у першій підпільній конференції керівників бандерівського крила ОУН, яка відбулася у передмісті Львова Збоїськах (за іншими даними у с. Сороки під Львовом) на квартирі директора місцевої школи. Зазначена Конференція мала на меті дати оцінку загальної ситуації і правильності тактики, обраної ОУН (б) на початку війни, а також визначити завдання і тактику боротьби на найближчий час.
Ще одну можливу дату арешту Івана Равлика наводить у своїй книзі Микола Лебідь, згідно з якою Іван Равлик був арештований у грудні 1941 року. Та ж сама дата вказується й у спогадах Ярослава Стецька.

Дещо докладніше описує обставини арешту та загибелі Івана Равлика у своїй книзі дослідник Петро Мірчук. Згідно з наведеною ним біографічної довідки:
|  | У грудні 1941 року Равлика заманив на розмову про взаємини ОУН і організації Мельника Зиновій Книш, його «приятель» з праці у «Центросоюзі», і видав його у руки ґестапа. В часі допитів ґестапівський кат Візрінґ закатував Равлика на смерть. У тому катуванню брав активну участь мельниківський фольксдойч Тютюник із Жовкви, головний помічник Візрінґа в тортуруванню українських політв'язнів, і мельниківський співробітник СД Чучкевич. |

В іншому місці він подає деякі подробиці арешту Равлика та його причини, зазначаючи, що:
|  | У Львові свою щиру відданість ґестапові Зиновій Книш доказав допомогою у зловленні Івана Равлика, тоді керівника Служби Безпеки у Проводі ОУН. У знищенні родини Равлика Книш співпрацював з Чучкевичем, який постановив використати особливу нагоду для проведення діявольської помсти на дружині Равлика. Книш під кінець польської окупації працював разом з Равликом у Центробанку і вони оба вважалися товаришами. […] Йому нетяжко було роздобути адресу родини Равлика і він її передав Чучкевичеві. Чучкевич, коли дружина Равлика, тоді студентка Львівського університету, Мирослава Глинянська ще була незаміжня, був «по вуха» залюблений у неї і хотів з нею женитися але дістав коша. Тепер діставши адресу її, він заарештував її, її матір і її кузинку і передав ґестапові на садистичні допити, щоб виявили місце перебування Равлика. […] Одночасно сам Книш передав Равликові запрошення на зустріч для розмов про мельниківсько-бандерівські взаємини. Равлик був посередником у зустрічі мельниківських провідників Рогача, Бак-Бойчука й Гайваса зі Стецьком, тому погодився зустрітися й зі своїм колишнім приятелем Книшем для зорганізування зустрічі представників ПУН і Проводу ОУН. Та це своє довір'я до мельниківського фольксдойча Зиновія Книша оплатив Равлик власним життям: Книш заманив його у пастку ґёстапо, яке його схопило і на допитах у тюрмі закатувало на смерть. |

Іван Равлик загинув у німецькій в'язниці у 1942, за твердженням Миколи Лебедя та Ярослава Стецька, «по кількамісячних вирафінованих тортурах». «Книга фактів» подає, що це сталося 1 вересня 1942 року «у Львівській тюрмі по довгому тюремному виснаженні і важкому побиттю». Однак «Вісник української інформаційної служби» ч. 9 за 1943 рік подає іншу дату загибелі Івана Равлика — 25 вересня 1942 р.

## Родина
За спогадами Юрія Шухевича дружина Івана Равлика Мирослава Глинянська була двоюрідною сестрою дружини Романа Шухевича Наталії. У 1934 році вона була хрещеною матір'ю Юрія Шухевича. Була студенткою філологічного факультету Львівського університету.
За твердженням Миколи Лебедя та Ярослава Стецька батьків Івана Равлика, а також батька та сестру його дружини 1940 року депортували радянські органи держбезпеки до Сибіру, а дружину, тещу та ще трьох членів родини Равлика арештували разом з ним у 1941 році.
За інформацією «Вісника української інформаційної служби» ч. 9 за 1943 рік дружину Равлика Мирославу та її матір вивезли з тюрми і, ймовірно, також стратили. Ярослав Стецько зазначав, що всіх ув'язнених разом з Іваном Равликом членів його родини розстріляла німецька служба безпеки ще до мученицької смерті останнього.

## Цікаві факти
Під час Львівського процесу 1936 Іван Равлик, з огляду на відсутність у поліції належних доказів його участі в ОУН, заперечував свою причетність до Організації, заявляючи при цьому, що за своїми переконаннями є українським націоналістом. Під час його пояснень по справі голова суду намагався спровокувати його до уточнення, як треба розуміти, що він є українським націоналістом, проте не членом ОУН, та поставив йому питання, як він оцінює ОУН та її діяльність. У відповідь на це Равлик заявив, що не вважає судову залу відповідним форумом для подібних дискусій. Присоромлений голова суду зауважив, що Равлик є «знаменитим діялектиком» та облишив свої намагання провокувати підсудних щоб вони або хвалили ОУН і тим самим наражалися на засуд, або засуджували її, якщо заперечували свою причетність до Організації.
На досудовому слідстві один з обвинувачених Ярослав Макарушка дав покази проти Івана Равлика, однак у своєму останньому слові на процесі відмовився від них, зазначивши, що:
|  | Як відомо, я обтяжив у слідстві цілком невинну людину. Цією людиною є підсудний Равлик, з яким я зустрівся вперше в судовій залі. Я вже раз переживав трагедію людини, яка обтяжила невинну людину. З уваги на те, що передо мною довгі роки в'язниці, я прошу зняти з моєї совісті той тягар, яким є свідомість, що я обтяжив невинну людину. |

Ярослав Стецько у своїх мемуарах згадує, що першу після приходу Похідної групи ОУН(б) до Львова 30 червня 1941 року ніч він провів у будинку родини Івана Равлика.